# Baghdati (gmina)
Gmina Baghdati (gruz. ბაღდადის მუნიციპალიტეტი) – jednostka administracyjna Imeretii w Gruzji. Siedzibą gminy jest miasto Baghdati. 

## Położenie
Gmina położona jest w południowej części Imeretii, a zarazem w centralnej części Gruzji.

## Ludność
Na podstawie danych statystycznych z 2024 roku gminę Baghdati zamieszkuje 15 900 osób. 